# Euphorbia munizii
Euphorbia munizii är en törelväxtart som beskrevs av Attila L. Borhidi. Euphorbia munizii ingår i släktet törlar, och familjen törelväxter.
Artens utbredningsområde är Kuba. Inga underarter finns listade i Catalogue of Life.